# کلاته مهرک
کلاته مهرک روستایی در دهستان زیرکوه بخش مرکزی شهرستان زیرکوه استان خراسان جنوبی ایران است. بر پایه سرشماری عمومی نفوس و مسکن در سال ۱۳۹۰ جمعیت این روستا ۲۴۳ نفر (در ۶۴ خانوار) بوده است.